# Lawrence (Indiana)
Lawrence es una ciudad ubicada en el condado de Marion en el estado estadounidense de Indiana. En el Censo de 2010 tenía una población de 46001 habitantes y una densidad poblacional de 877,44 personas por km².

## Geografía
Lawrence se encuentra ubicada en las coordenadas 39°51′57″N 85°59′23″O / 39.86583, -85.98972. Según la Oficina del Censo de los Estados Unidos, Lawrence tiene una superficie total de 52.43 km², de la cual 52.14 km² corresponden a tierra firme y (0.54%) 0.28 km² es agua.

## Demografía
Según el censo de 2010, había 46001 personas residiendo en Lawrence. La densidad de población era de 877,44 hab./km². De los 46001 habitantes, Lawrence estaba compuesto por el 63.16% blancos, el 25.79% eran afroamericanos, el 0.35% eran amerindios, el 1.42% eran asiáticos, el 0.13% eran isleños del Pacífico, el 5.67% eran de otras razas y el 3.47% pertenecían a dos o más razas. Del total de la población el 11.21% eran hispanos o latinos de cualquier raza.